# Ракоболь
Ракоболь — село в Пошехонском районе Ярославской области России. Входит в состав Пригородного сельского поселения.

## География
Расположено на берегу речки Рако (приток Согожи) в 7 км на северо-восток от села Юдина и в 35 км на северо-восток от райцентра города Пошехонье.

## История
Церковь в селе основана в 1788 году, престолов в ней было три: Благовещения Пресвятой Богородицы, Святителя и Чудотворца Николая и Святого Великомученика Димитрия Селунского. 
В конце XIX — начале XX века село входило в состав Давыдковской волости Пошехонского уезда Ярославской губернии.
С 1929 года село входило в состав Юдинского сельсовета Пошехонского района, в 1946 — 1957 годах в составе Владыченского района, с 2005 года — в составе Пригородного сельского поселения.

## Население
| 1859 | 2002 | 2007 | 2010 |
| ---- | ---- | ---- | ---- |
| 120  | ↘25  | ↘20  | ↘14  |

## Достопримечательности
В селе бывшая усадьба Эндауровых-Гладковых, построенная в XIX веке.

## Инфраструктура
Фельдшерско-акушерский пункт (филиал Пошехонской центральной районной больницы).